# 张彦 (画家)

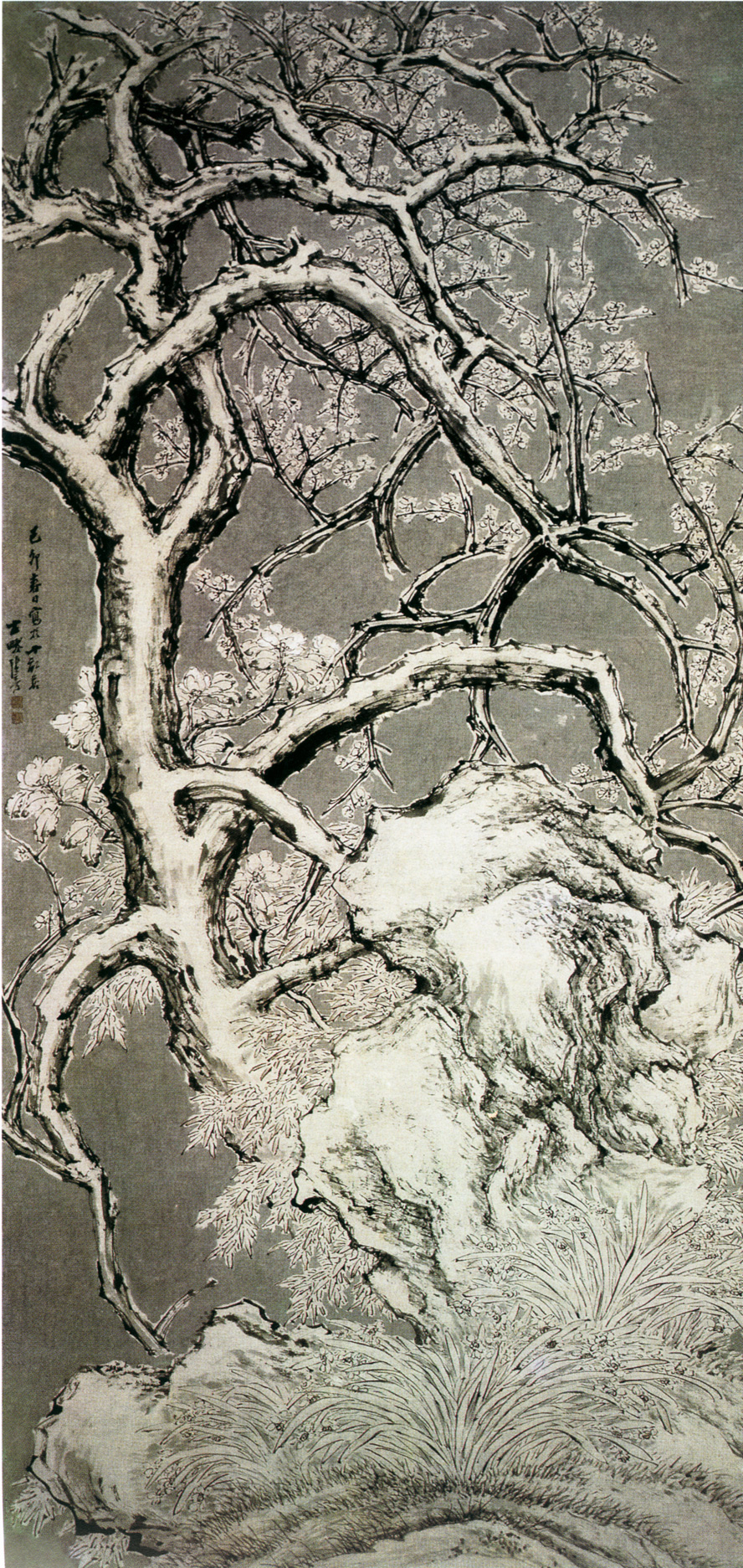
《雪景梅花图》张彦

张彦（？—？），字伯美，号无诤道人，嘉定（今属上海市）人，一作江苏苏州人，明朝画家。

## 生平
与董其昌同时，善于画山水、人物、花卉，与苏州张宏齐名。画迹有：
- 万历四十一年（1631年）作《山水图》，著录于《退庵题跋》
- 崇祯二年（1629年）作《寒林钟馗图》，著录于《爱日吟庐书画录》
- 传世作品有《山径携琴图》轴，现藏南京博物院
- 崇祯十年作《松溪放舟图》轴图录于《中国名画宝鉴》
- 崇祯十二年（1639）作《设色山水图》卷著录于《中国书画家印鉴款识》；同年作《雪景梅花图》轴，纸本，设色，现藏苏州市博物馆[2]。